# Tramontana (automobile)
Pour les articles homonymes, voir Tramontane (homonymie).

Tramontana R au Goodwood Festival of Speed 2009

La Tramontana est une automobile sportive espagnole au design inspiré des voitures monoplace de course de Formule 1 et construite par A.D. Tramontana. Elle possède une carrosserie en fibre de carbone et coûte 680 000 €. Elle a été présentée au Salon international de l'automobile de Genève en 2005. 
Elle est équipée d'un moteur V12 bi-turbo de 720 ch de 5,5 litres de cylindrée, d'une boîte manuelle à 6 vitesses ; sa vitesse maxi est de 365 km/h et le passage de 0 à 100 km/h s'effectue en 3,7 secondes. La carrosserie est en fibre de carbone. La Tramontana ne pèse que 950 kg. Elle n’est produite qu’à 12 exemplaires par an. 